# Shangsi
Shangsi, även romaniserat Shangsze, är ett härad som lyder under Fangchenggangs stad på prefekturnivå i den autonoma regionen Guangxi i sydligaste Kina. Det ligger  omkring 82 kilometer sydväst om regionhuvudstaden Nanning. 

## Källa
1. ↑  ”worldpostmarks.net”. Arkiverad från originalet den 2 januari 2015. https://web.archive.org/web/20150102101710/http://worldpostmarks.net/HTML%20Countries/china.htm. Läst 23 november 2015.